# Грузберг, Александр Абрамович
Алекса́ндр Абра́мович Гру́зберг (род. 30 мая 1937, Одесса) — советский и российский переводчик, лингвист, кандидат филологических наук.
Автор первого перевода на русский язык трилогии Дж. Р. Р. Толкина «Властелин колец», а также переводов около 400 иных изданий англоязычных авторов (А. Азимов, П. У. Андерсон, Э. Р. Берроуз, Д. Вэнс, Г. Гаррисон, А. Нортон, А. Меррит, К. Д. Саймак, В. Смит, М. Рид, Э. Берн, П. Брэгг, Б. Спок, Н. Хилл и др.).

## Биография
В 1954 году окончил среднюю общеобразовательную школу. В 1955 году переехал в Молотов (Пермь).
В 1955 году поступил, а в 1960 году — окончил историко-филологический факультет Пермского университета по специальности «Филолог. Преподаватель русского языка и литературы».
С 1962 по 2015 годы — преподаватель русского языка, доцент кафедры методики начального образования в Пермском пединституте (позднее — Пермский гуманитарно-педагогический университет).
В 1972 году защитил в Саратовском государственном университете им. Н. Г. Чернышевского диссертацию на соискание ученой степени кандидата филологических наук «Дифференциация русской литературно-письменной речи второй половины XVI — начала XVII века».
В 1970-1980-е годы — один из самых авторитетных пермских библиофилов, собиратель частной библиотеки, которой пользовалась творческая элита города. С 1970-х годов по настоящее время — переводчик с английского языка.
В 1978 году — один из основателей пермского клуба любителей фантастики «Рифей» (под эгидой общества книголюбов, совместно с Ю. П. Симоновым, В. И. Букуром и А. П. Лукашиным).
Лауреат Строгановской премии за высокие достижения в сфере культуры и сохранение исторического наследия (2023).

### Семья
- Жена — Людмила Александровна Грузберг (1936—2020), специалист по общему языкознанию и диалектологии, лексиколог, редактор Акчимского словаря.
  - Дочь — Юлия Баталина, журналист.
  - Сын — Илья Грузберг, физик, профессор университета штата Огайо в г. Коламбус (США)[6].

## Научная и переводческая деятельность
Область научных интересов — стили древнерусской литературы, история русского литературного языка, русская морфология, русская диалектология, лексикография.
А. А. Грузберг — один из ведущих переводчиков советского самиздата 1970-1980 годов. Официально переводы начали публиковаться в 1990-х годах.
Публиковался также под псевдонимами Г. Александров, Д. Арсеньев, А. Доремцов, А. Черноморский.
Специализируется на переводе художественной литературы с английского (А. Айзимов, П. У. Андерсон, У. С. Берроуз, Д. Вэнс, Г. Гаррисон, А. Нортон, А. Меррит, К. Д. Саймак, В. Смит, Дж. Р. Р. Толкин, М. Рид и др.). О переводах художественной литературы, выполненных А. А. Грузбергом, — на сайте Лаборатория Фантастики. Работает со следующими жанрами: фантастика, детектив, исторический и приключенческий роман, психологическая литература, словарь. Выступал также как переводчик научно-популярной литературы (Э. Берн, Д. Винникотт, Б. Спок, А. Фромм и др.).
Перевёл на английский в общей сложности около 400 изданий.

### История первого перевода трилогии «Властелин колец» на русский язык
В 1970-х годах творчество английского писателя Дж. Р. Р. Толкина в Советском Союзе было неизвестно.
В 1975 году А. А. Грузберг обратил внимание на книгу фантаста, просматривая каталог Библиотеки иностранной литературы в Москве, заказал трилогию в фотокопиях, прочитал и решил перевести на русский язык. Перевод был задуман как любительский, выполнялся больше года в рукописном варианте (с 1976 по 1977 годы), включал также предисловие и лингвистические приложения Толкина.
В конце 1970-х и в 1980-е годы перевод распространялся «самиздатом» Р. Зарипова (Пермь, Свердловск), впоследствии перерабатывался для различных издательских проектов. В общей сложности этот перевод получил распространение как минимум в трёх вариантах, приписываясь порой другим.
Опубликован в 2002 году издательством «У-Фактория» (Екатеринбург), в том же году представлен на Московской международной книжной выставке-ярмарке.
Американский русист Марк Хукер в своей книге «Tolkien Through Russian Eyes» («Толкин русскими глазами», пер. А. Хананашвили) назвал перевод А. А. Грузберга наиболее адекватным оригиналу.

Подход Грузберга отличается от более поздних тем, что Грузберг, даже не подозревая о том, что следует пожеланиям Толкина, решил оставить «Властелина Колец» английским романом английского писателя, а не переделывать его на русский лад… Грузберг оставил практически все имена в транслитерации, и стремился — как с успехом, так и без — к добросовестному переводу без искажений.

## Переводография
Полный список переводов А. А. Грузберга см. на сайте Пермского университета.

### Тексты переводов А. А. Грузберга
- Maxima Library.
- Bookol.

### Подборки в библиотеках
- Российская государственная библиотека.
- Одеська національна наукова бібліотека.

## Избранные научные и публицистические работы
Автор более 50 научных и методических работ, в том числе:
- Грузберг А. А. Частотный словарь русского языка второй половины XVI — начала XVII века / А. А. Грузберг; М-во просвещения РСФСР, Перм. гос. пед. ин-т. Пермь: [б. и.], 1974. 460 с.
- Грузберг А. А. За что я люблю фантастику // Молодая гвардия. 1979. 28 ноября. То же: Фэндом. 2010.
- Грузберг А. А. Мне нравится переводить // Филолог. № 1, 2002.
- Грузберг А. А., Грузберг Л. А. Крылатые слова и цитаты. Словарик школьника. Екатеринбург: Литур, 2008. 128 с.
- Грузберг А. А., Грузберг Л. А. Пословицы и поговорки. Словарик школьника. Екатеринбург: Литур, 2008. 144 с.
- Грузберг А. А., Грузберг Л. А. Словообразовательный словарь. Около 8 000 слов. Пермь: Изд-во ПГПУ, 2009. 158 с.
- Грузберг А. А., Грузберг Л. А. Но маскарпоне, драйв, рунет… // Филолог, № 8, 2009.
- Грузберг А. А., Грузберг Л. А. Из истории словарей: Общерусские толковые словари // Филолог, № 8, 2009.
- Грузберг А. А., Грузберг Л. А. Из истории словарей: Первый русский словарь трудностей // Филолог, № 9, 2009.
- Грузберг А. А. Энциклопедия русского слова // Филолог, № 10, 2010.
- Грузберг А. А. Хочется вспоминать учителей… // Филолог, № 12, 2010.
- Грузберг А. А. Люди и книги // Филолог, № 11, 2010.
- Грузберг А. А. Библиотека Никанора Ефимовича Бочкарёва // Филолог, № 13, 2010.
- Грузберг А. А. Лев Семенович Гордон // Филолог, № 14, 2011.
- Грузберг А. А. Израиль Абрамович Смирин и его библиотека // Филолог, № 15, 2011.
- Грузберг А. А. Мои первые годы в Пермском пединституте // Филолог, № 16, 2011.
- Грузберг А. А., Грузберг Л. А. Окказионализмы // Филолог, № 17, 2011.
- Грузберг А. А. Словари иностранных слов. Статья первая // Филолог, № 18, 2012.
- Грузберг А. А. Словари иностранных слов. Статья вторая // Филолог, № 19, 2012.
- Грузберг А. А. Тезаурус // Филолог, № 20, 2012.
- Грузберг А. А. Ивердон: площадь Песталоцци, музей фантастики // Филолог, № 21, 2012.
- Грузберг А. А. Сен-Галлен: Монастырская библиотека // Филолог, № 22, 2013.
- Грузберг А. А. Этимологические словари // Филолог, № 23, 2013.
- Грузберг А. А. Париж. Букинисты на Сене // Филолог, № 24, 2013.
- Грузберг А. А. Прага. Библиотека Страгова монастыря // Филолог, № 25, 2013.
- Грузберг А. А. Новый самиздат // Филолог, № 26, 2014.
- Грузберг А. А. Пермская лексикография // Филолог, № 27, 2014.